# برنار برژون
برنار برژون (فرانسوی: Bernard Brégeon‎؛ زادهٔ ۶ ژوئیهٔ ۱۹۶۲) قایقران کانو اهل فرانسه بود.